# تشيلسي موسم 2025–26
موسم 2025–26 هو الموسم الـ120 في تاريخ نادي تشيلسي لكرة القدم، والموسم السابع والثلاثين على التوالي في الدوري الإنجليزي الممتاز. بالإضافة إلى الدوري المحلي، سيشارك النادي في كأس الاتحاد الإنجليزي وكأس الرابطة الإنجليزية ودوري أبطال أوروبا، والعودة إلى المسابقة الأخيرة لأول مرة منذ موسم 2022–23.